# Musée de la Guerre d’Athènes
Le Musée de la Guerre (grec moderne : Πολεμικό Μουσείο) est un musée situé à Athènes, en Grèce. Il commence ses activités en 1975 et accueille en son sein des archives et des expositions relatives à l'histoire militaire de la Grèce, allant de la période antique jusqu'à l'époque moderne.

## Création
En 1964, l'État grec décide la création d'un Musée de la Guerre, qui voit le jour en 1969. Le bâtiment est construit en 1972, selon les plans de Thoukydídis Valentís et les tendances modernes de l'époque et sous l'influence de l'école du Bauhaus. Le musée est inauguré le 18 juillet 1975 par le président de la République hellénique, Konstantínos Tsátsos, ainsi que le ministre de la Défense nationale, Evángelos Avéroff,.

## Objectif-Mission
L'objectif ainsi que la mission du Musée de la Guerre sont la collecte, la préservation et l'exposition de vestiges de guerre, ainsi que la documentation et l'étude de l'histoire de la guerre en Grèce, couvrant toutes les périodes d'activité militaire depuis le début de l'âge de bronze jusqu'à aujourd'hui. Le musée sert également de lieu d'enseignement pour des visites scolaires.
Le Musée de la Guerre d'Athènes possède également des annexes à Thessalonique, à Kalamáta, à Nauplie,, à La Canée, à Trípoli et à Chalcis,. La maison du général Napoléon Zérvas, située dans le quartier athénien de Metaxourgeío, fait également office d'annexe du musée.

## Autres espaces
Le musée dispose d'un département de recherche et d'étude et d'un département de conservation avec un total de cinq laboratoires. Ces laboratoires, qui constituent le département de conservation, sont répartis dans les domaines suivants : métal, armes, cartes, peintures et tableaux.
Le Musée de la Guerre organise des expositions temporaires, et dispose d'un centre de conférences, composé d'un amphithéâtre, d'une salle de formation, d'un foyer et d'un patio.

## Archives
Les archives historiques comprennent une collection de 400 cartes anciennes datant du 15e siècle, des dossiers personnels, de la correspondance, des journaux militaires et des ordres quotidiens d'unités des 19e et 20e siècles.
Les archives photographiques comptent plus de vingt mille photographies datant de 1897 à nos jours. La bibliothèque du musée est créée en 1976 et comprend 25 000 volumes de publications grecques et étrangères, principalement traitant de sujets militaires.

## Collections
À l'extérieur, des canons d'artillerie de différentes époques sont exposés, ainsi que des avions de l'armée de l'air grecque,.
L'intérieur abrite l'exposition permanente de la collection d'armes, don de Pétros Saróglou, officier de l'artillerie grecque. La collection se compose d'armes datant de différentes époques et provenant du monde entier, particulièrement rares et précieuses, les plus importantes étant celles de la Révolution grecque.
Le Musée de la Guerre possède une collection de cartes et de gravures provenant principalement de Grèce. Des objets datant de la période antique, qui témoignent de la présence de l'homme depuis le néolithique et le début de l'âge du bronze jusqu'à l'antiquité classique. Les visiteurs y trouvent des expositions consacrées à Alexandre le Grand, à l'époque byzantine, à la révolution grecque de 1821 et à l'histoire de la Grèce moderne.
On y trouve des expositions sur la Lutte macédonienne, les Guerres balkaniques, la Première Guerre mondiale, la campagne et la catastrophe d'Asie mineure, la Guerre italo-grecque et l'invasion allemande de la Grèce, ainsi que la Seconde Guerre mondiale, les opérations alliées, des objets du Corps expéditionnaire grec en Corée et une salle avec des objets liés à l'EOKA et à l'invasion turque de Chypre en 1974,.

## Galerie

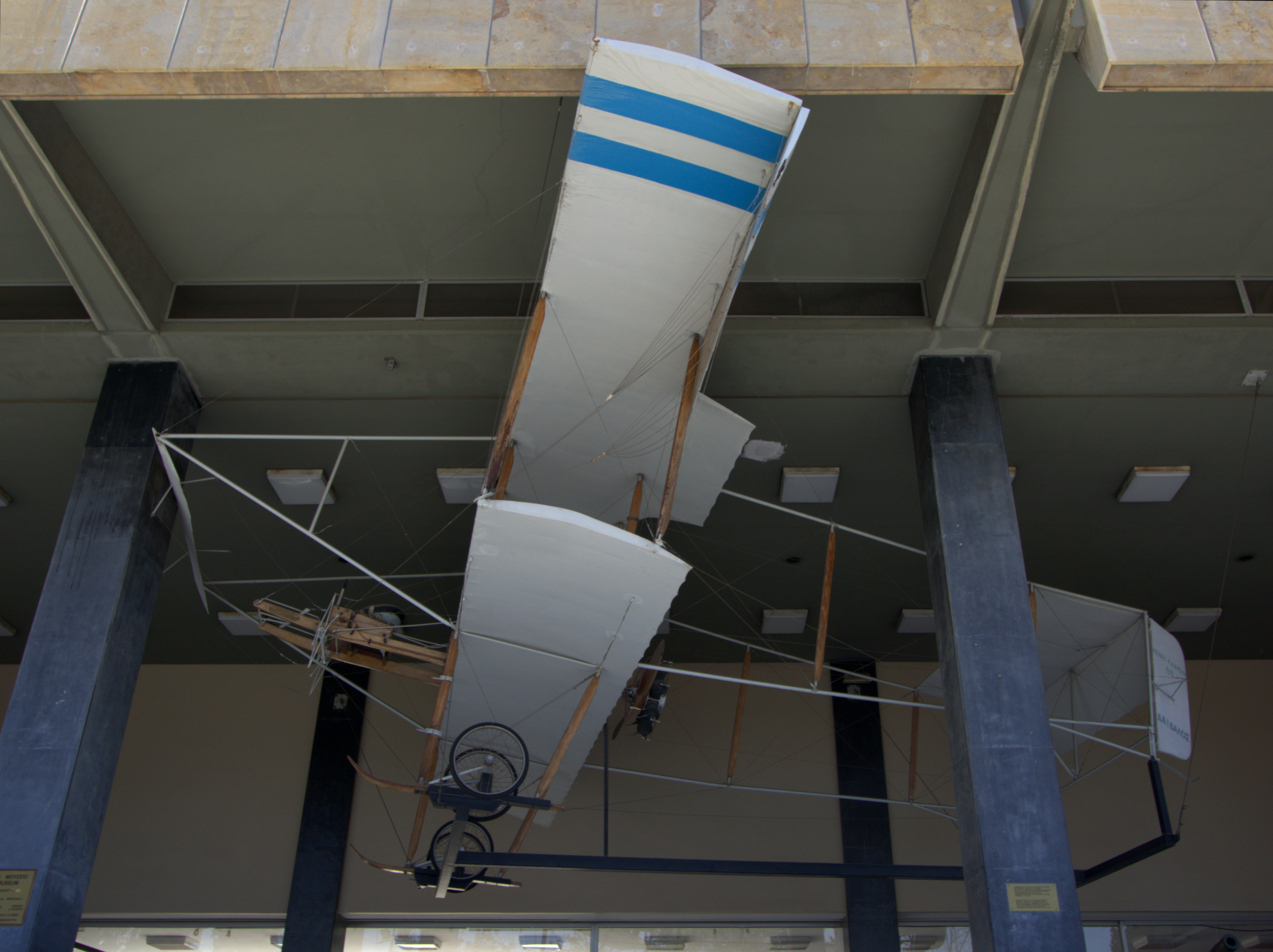
Réplique du premier avion de guerre grec « Dédale ».
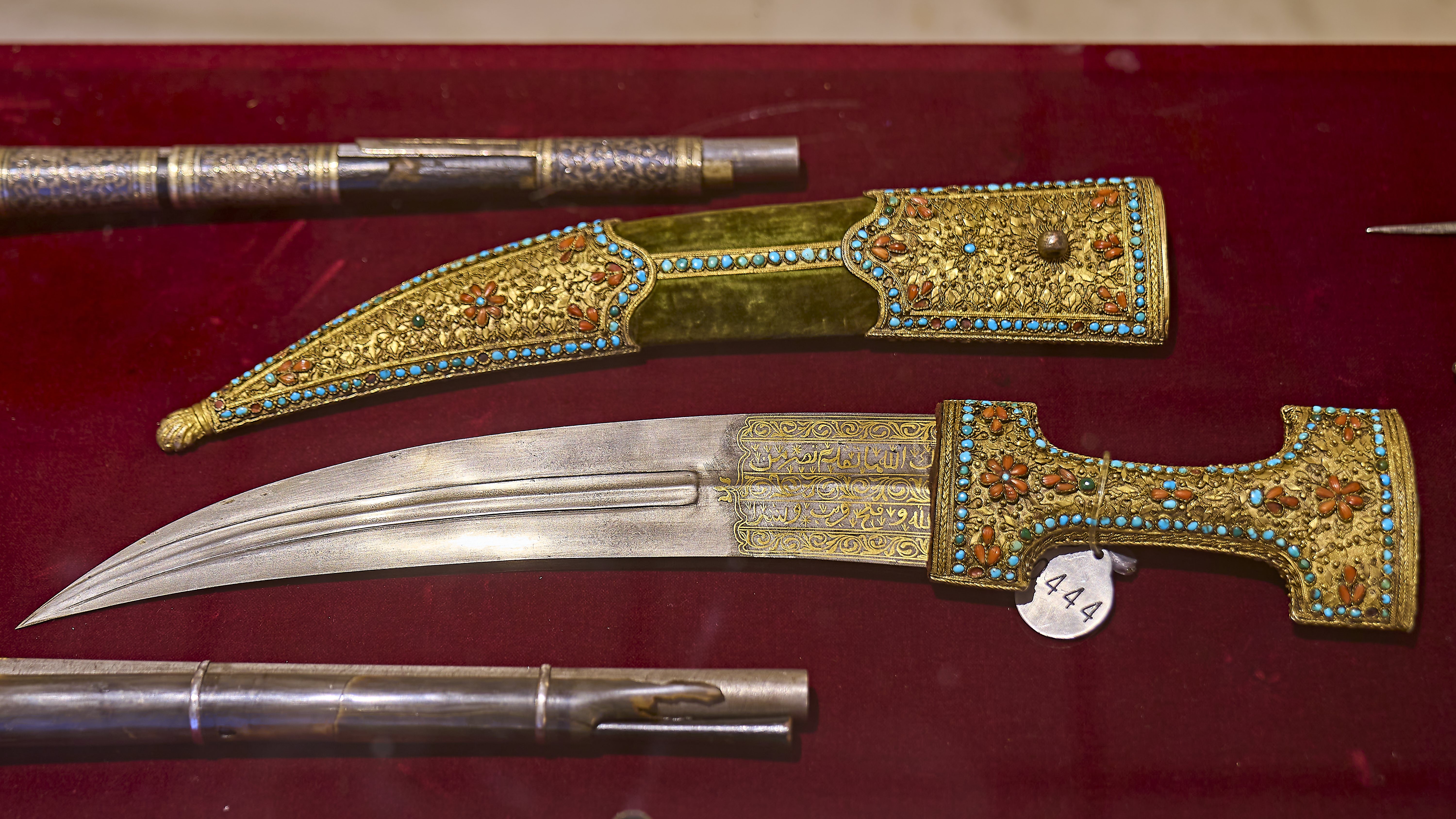
Poignard d'origine arabe.
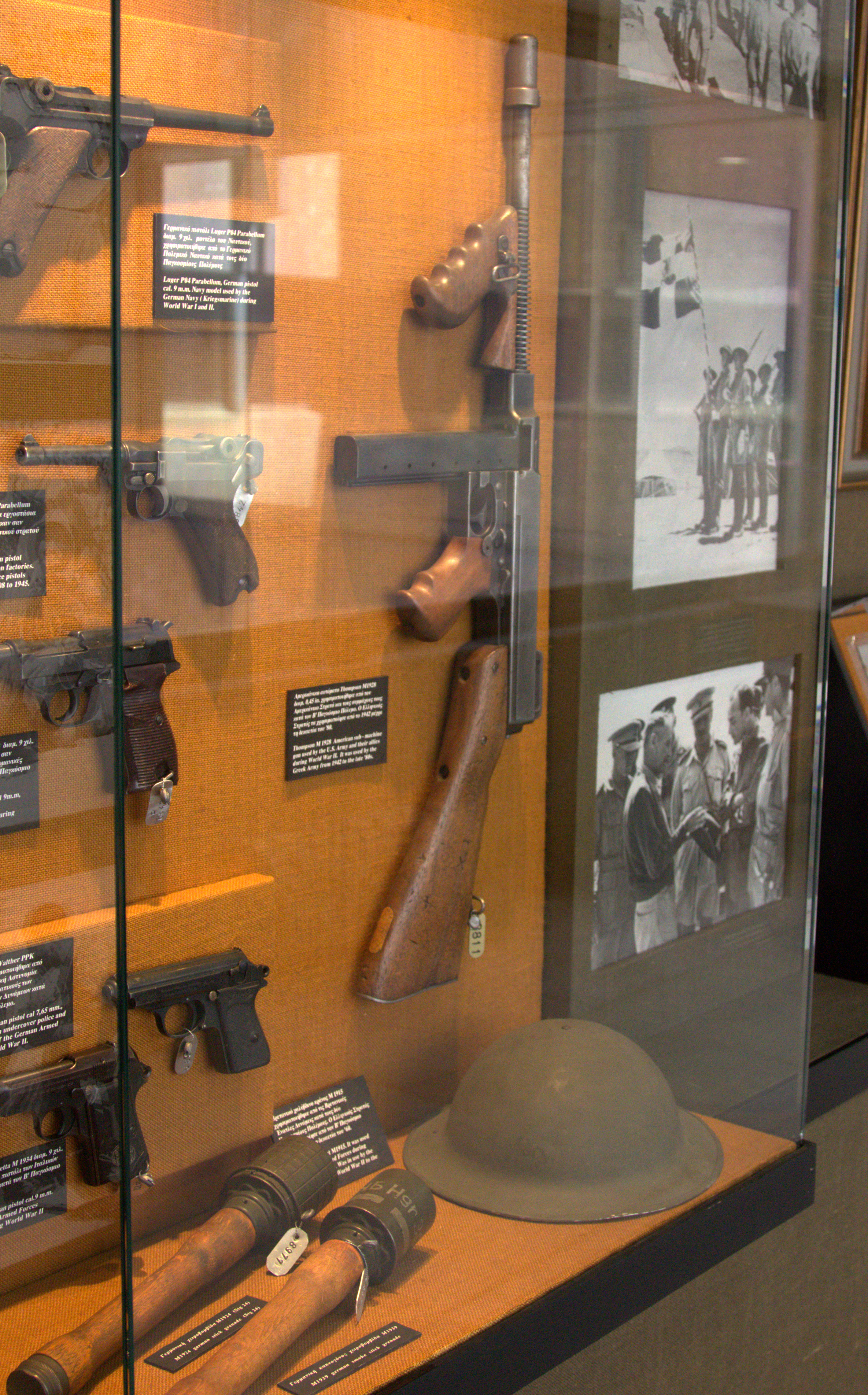
Collection d'armes.
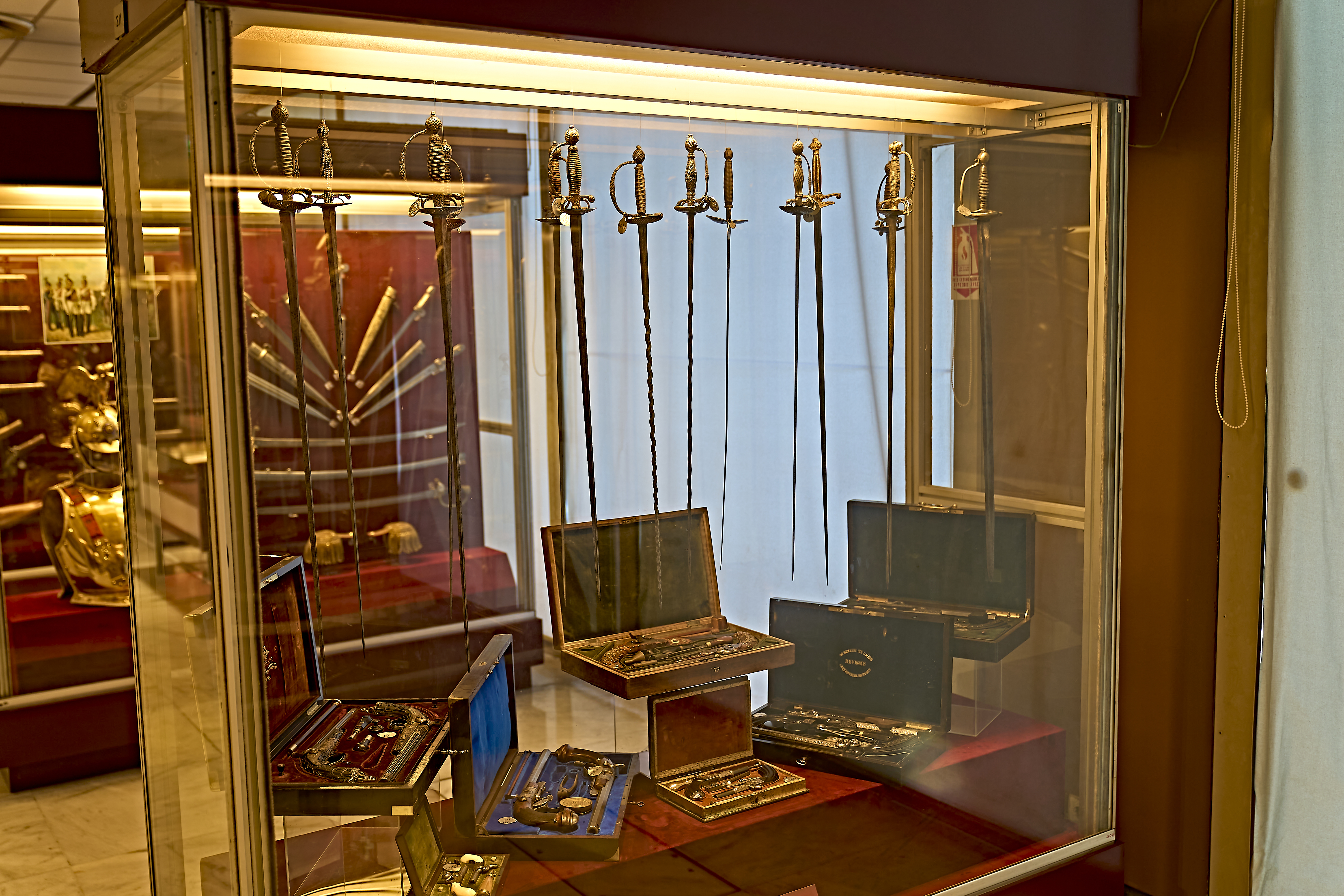
Collection d'armes (épées).
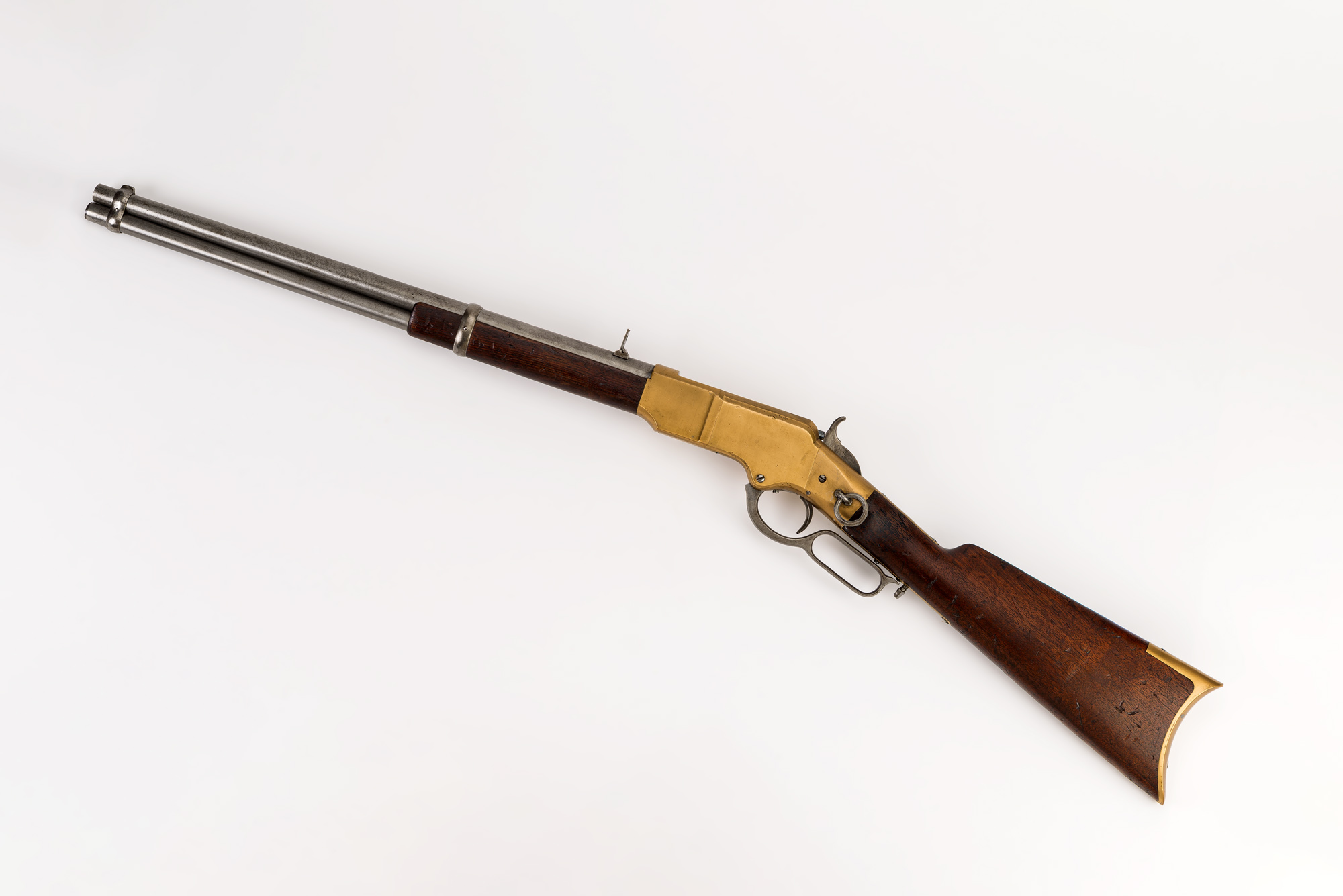
La Winchester modèle 1866 « Yellow boy ».
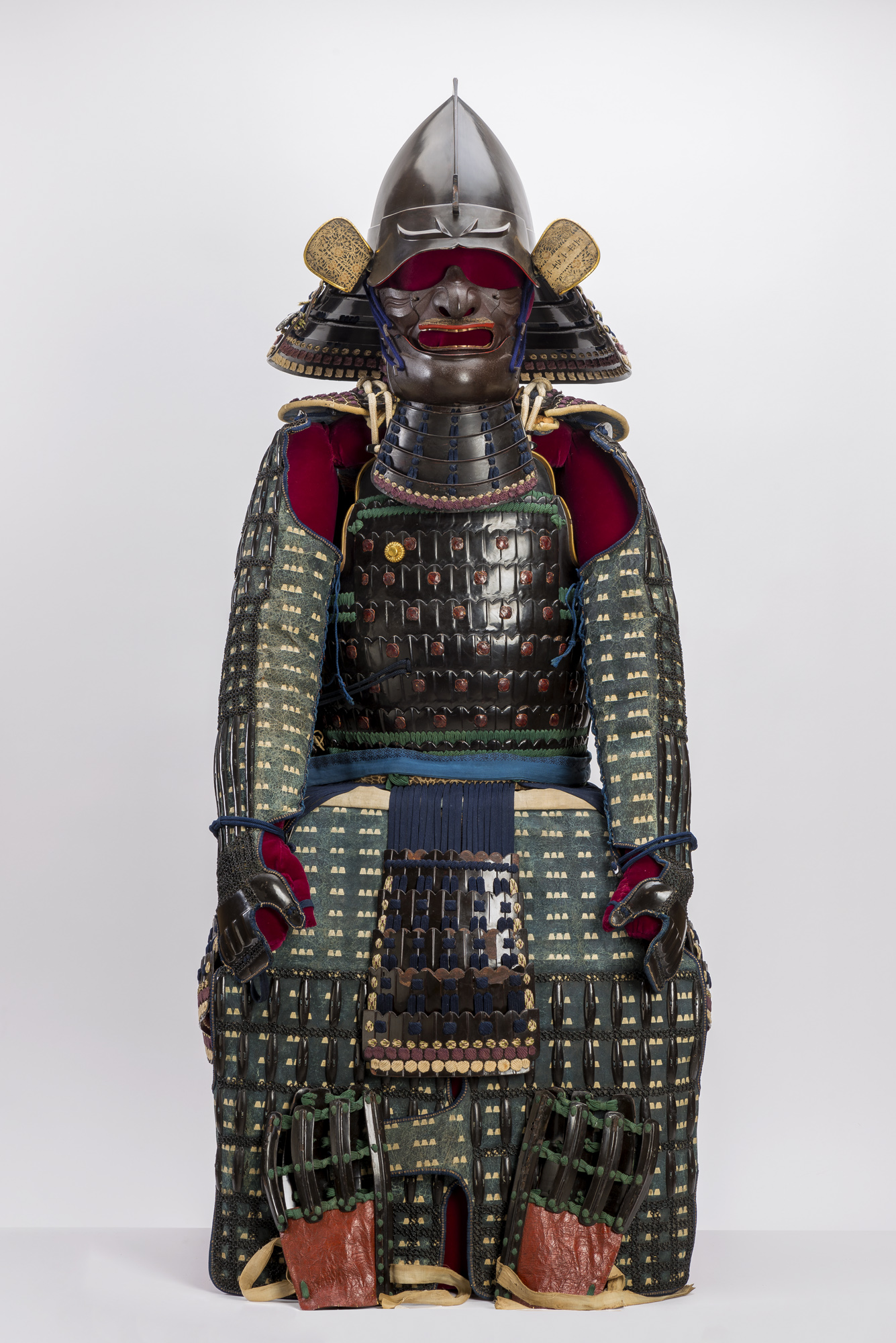
Armure de samouraï.
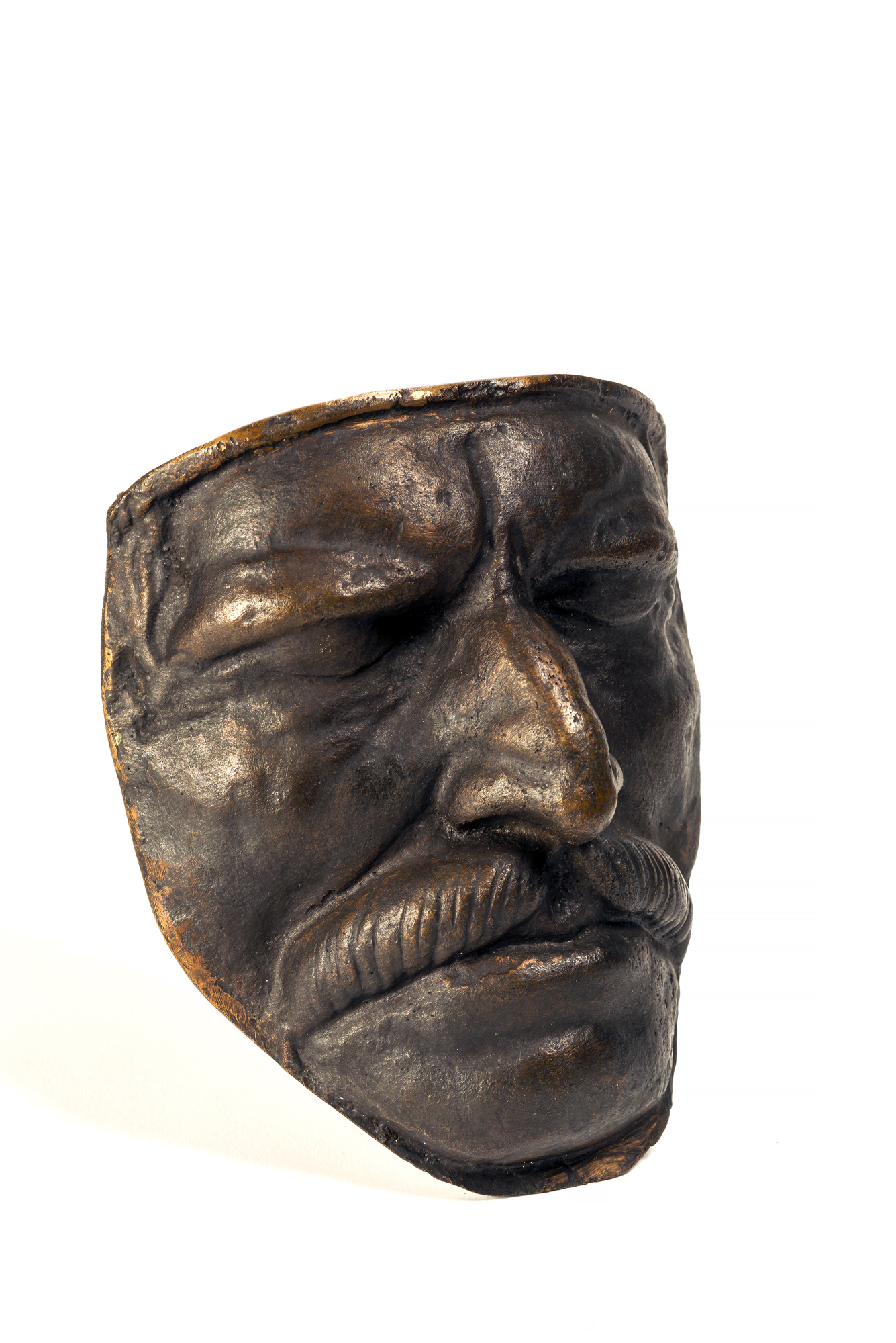
Copie de la masque mortuaire de Theódoros Kolokotrónis.